# Matthias Müller (fotbalista)
Matthias Müller (* 18. října 1954, Drážďany) je bývalý východoněmecký fotbalista, obránce, reprezentant Východního Německa (NDR). V roce 1981 byl spolu se dvěma spoluhráči (Gerd Weber a Peter Kotte) zatčen Stasi ve chvíli, kdy měli odcestovat do Argentiny na mezinárodní zápas. Gerd Weber měl kontakty na tým 1. FC Köln a vyžádal si plány na útěk s úmyslem uprchnout na západ. Byl odsouzen k sedmi letům a sedmi měsícům vězení. Po několika dnech vazby byli s Kottem propuštěni, ale za spolupachatelství jim byl doživotně zakázán návrat do profesionálního fotbalu.

## Fotbalová kariéra
Ve východoněmecké oberlize hrál za Dynamo Drážďany, nastoupil v 90 ligových utkáních a dal 11 gólů. V letech 1976, 1977 a 1978 získal s Dynamem Drážďany mistrovský titul a v roce 1977 východoněmecký fotbalový pohár. V Poháru mistrů evropských zemí nastoupil v 10 utkáních a v Poháru vítězů pohárů nastoupil ve 12 utkáních a dal 1 gól. Za reprezentaci Východního Německa (NDR) nastoupil v roce 1980 ve 4 utkáních. V roce 1980 byl členem stříbrného východoněmeckého týmu na LOH 1980 v Moskvě, nastoupil ve 4 utkáních.

## Ligová bilance
| Ročník          | Zápasy | Góly | Klub            |
| --------------- | ------ | ---- | --------------- |
| I. liga 1973/74 | 1      | 0    | Dynamo Drážďany |
| I. liga 1974/75 | 1      | 0    | Dynamo Drážďany |
| I. liga 1975/76 | 6      | 0    | Dynamo Drážďany |
| I. liga 1976/77 | 21     | 5    | Dynamo Drážďany |
| I. liga 1977/78 | 15     | 4    | Dynamo Drážďany |
| I. liga 1978/79 | 10     | 0    | Dynamo Drážďany |
| I. liga 1979/80 | 26     | 1    | Dynamo Drážďany |
| I. liga 1980/81 | 10     | 1    | Dynamo Drážďany |
| CELKEM I. liga  | 90     | 11   |                 |